# Частари
Частари (пол. Czastary) — село в Польщі, у гміні Частари Верушовського повіту Лодзинського воєводства.
Населення — 1023 особи (2011).
У 1975-1998 роках село належало до Каліського воєводства.

## Демографія
Демографічна структура станом на 31 березня 2011 року:
|          | Загалом | Допрацездатний вік | Працездатний вік | Постпрацездатний вік |
| -------- | ------- | ------------------ | ---------------- | -------------------- |
| Чоловіки | 502     | 109                | 344              | 49                   |
| Жінки    | 521     | 99                 | 304              | 118                  |
| Разом    | 1023    | 208                | 648              | 167                  |